# Danubyu
Danubyu är en kommun i Myanmar.   Den ligger i regionen Ayeyarwady, i den södra delen av landet, 280 km söder om huvudstaden Naypyidaw. Antalet invånare är 189 755.